# Guerres anglo-birmanes
On appelle guerres anglo-birmanes (en anglais Anglo-Burmese wars) les trois conflits qui, en 1824–1826, en 1852 et en 1885, ont opposé la Birmanie aux forces britanniques établies en Inde. D'abord menées pour des raisons d'hégémonie régionale, elles ont, dès la seconde, pris le caractère de guerres coloniales et se sont conclues par la fin de la monarchie locale (dynastie Konbaung) et l'occupation totale du pays qui sera annexé à l'Empire des Indes. En 1826, les Britanniques s'emparent des zones côtières, en 1852 de tout le Sud, en 1885 de toute la partie restante.
Au début du XIXe siècle, la monarchie birmane, héritée du royaume d'Ava, constitue le plus puissant et le plus dynamique des États indigènes du Sud-Est asiatique. Mais la conquête birmane des provinces de l'Arakan et de l'Assam va mettre cette puissance expansionniste en rivalité directe avec l'empire britannique — en l'occurrence représenté par la toute puissante Compagnie des Indes orientales (East India company) — notamment pour le contrôle du golfe du Bengale.

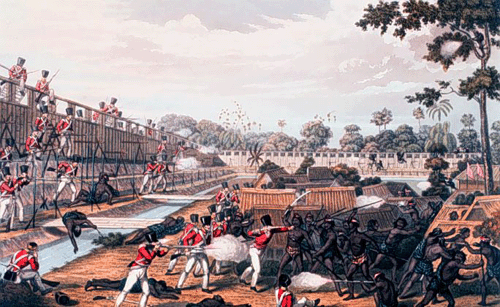
Attaque britannique contre un fort birman le 8 juillet 1824 lors de la première guerre anglo-birmane.

## Relations entre les puissances coloniales et la Birmanie

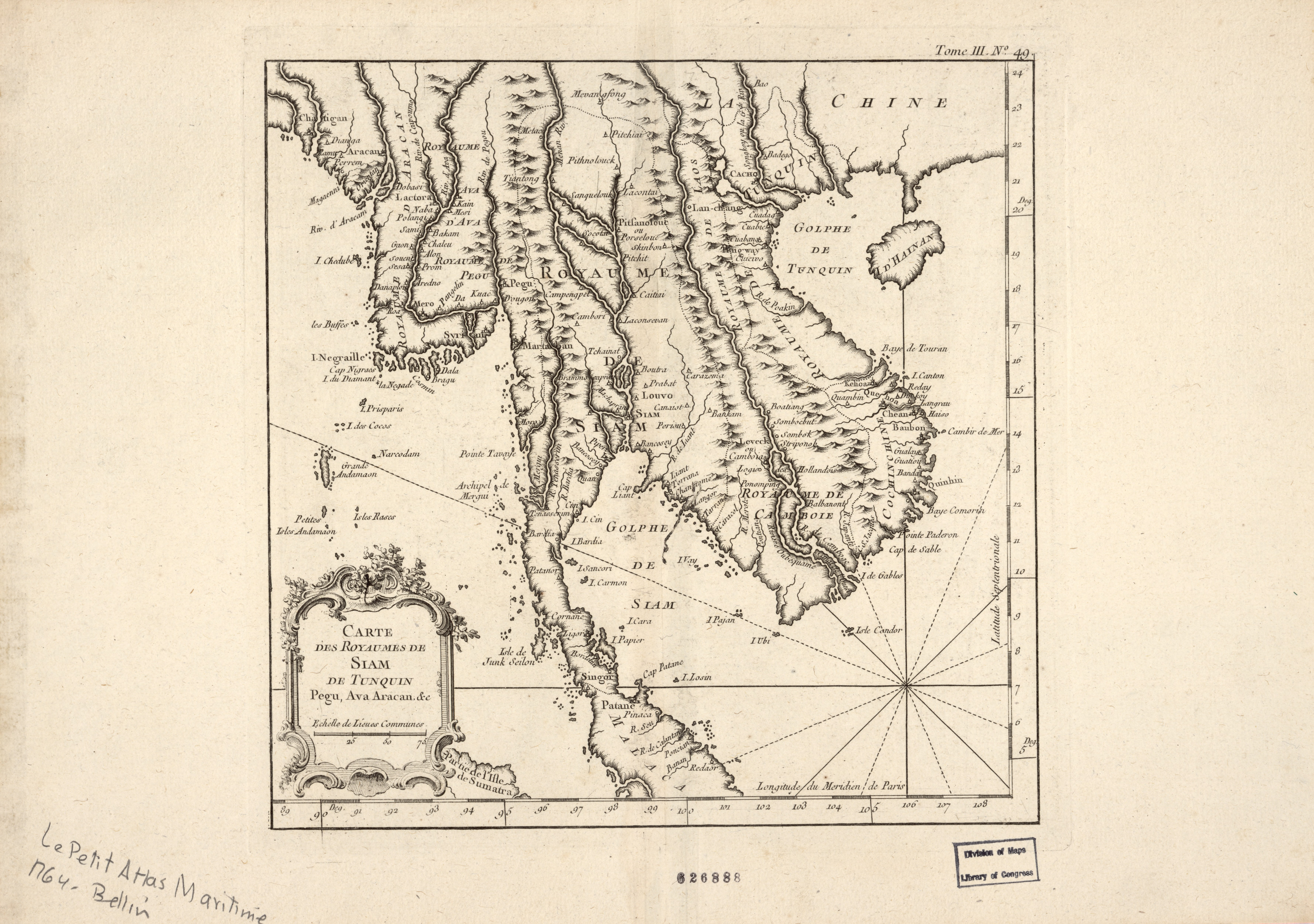
Carte de la péninsule indochinoise (Royaumes de Siam, de Tunquin, Pegu, Ava et Aracan) en 1764.

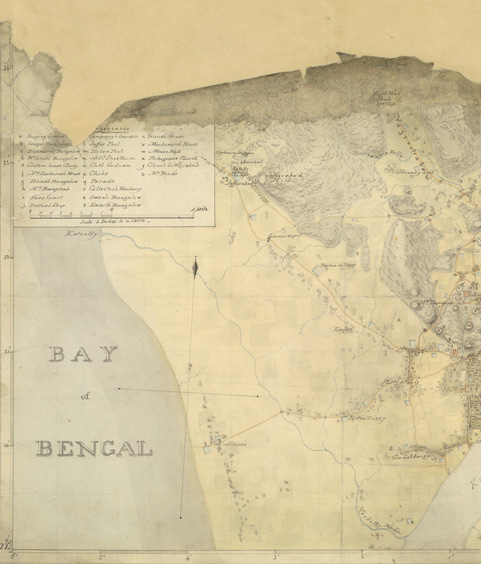
Carte du port de Chittagong (golfe du Bengale) en 1818, un des enjeux stratégiques de la première guerre anglo-birmane.

Les premiers contacts entre le royaume de Birmanie et les puissances colonisatrices européennes s'établirent lors de la seconde moitié du XVIe siècle, Hollandais, Portugais et Anglais y établissant des comptoirs pour le commerce de l'or, de l'argent, du jade ou de la laque de Chine ou autres produits originaires du Céleste Empire. Les Portugais y construisirent notamment une série de forts qui, comme à Sayram près de Rangoon, serviront de points d'appui à la défense birmane lors de la guerre de 1824-1826.
Les richesses du pays — ivoire et bois rares comme le teck entre autres — suscitèrent rapidement l'intérêt de la Compagnie anglaise des Indes orientales qui y établit ses premiers comptoirs en 1619. Les relations entre les rois birmans et les Occidentaux resteront tumultueuses tout au long de ce XVIIe siècle et au cours de la première moitié du XVIIIe, les comptoirs étant fermés et les Européens chassés de manière périodique.
En 1755, le prince Alaungpaya de la cité-État d'Ava, dans le Nord du pays, renverse la monarchie sudiste de Pegu (Bagan) qui dirigeait le royaume et s'installe sur le trône birman, consacrant ainsi l'instauration d'une nouvelle dynastie autocratique, despotique et expansionniste.
Une première tentative anglaise de circonvenir d'emblée le nouveau souverain essuya une nette rebuffade mais en 1757, Alaungpaya adressa au roi Georges II une missive rédigée sur une feuille d'or sertie de pierres précieuses l'invitant à se rendre à sa cour. Le souverain anglais ne donna évidemment pas suite à l'invitation mais ses émissaires extraordinaires reçurent à titre de présents de bienvenue oranges, concombres et surtout domaines en vue de la création de nouveaux établissements commerciaux.
Alaungpaya se révéla cependant un souverain ombrageux et versatile car en 1759, huit marchands anglais et leurs nombreux serviteurs et employés indiens furent froidement massacrés dans l'île de Negrais, le roi birman justifiant le bain de sang en accusant les agents de la compagnie de collusion avec les partisans de la dynastie déchue de Pegu.
Les relations anglo-birmanes seront rétablies à la mort du despote en 1760 mais resteront tendues en raison des intérêts expansionnistes concurrents des deux puissances  – royaume birman et Compagnie des Indes – dans la région, en particulier autour du golfe du Bengale.

## L'expansionnisme birman à la fin duXVIIIeet au début duXIXesiècle

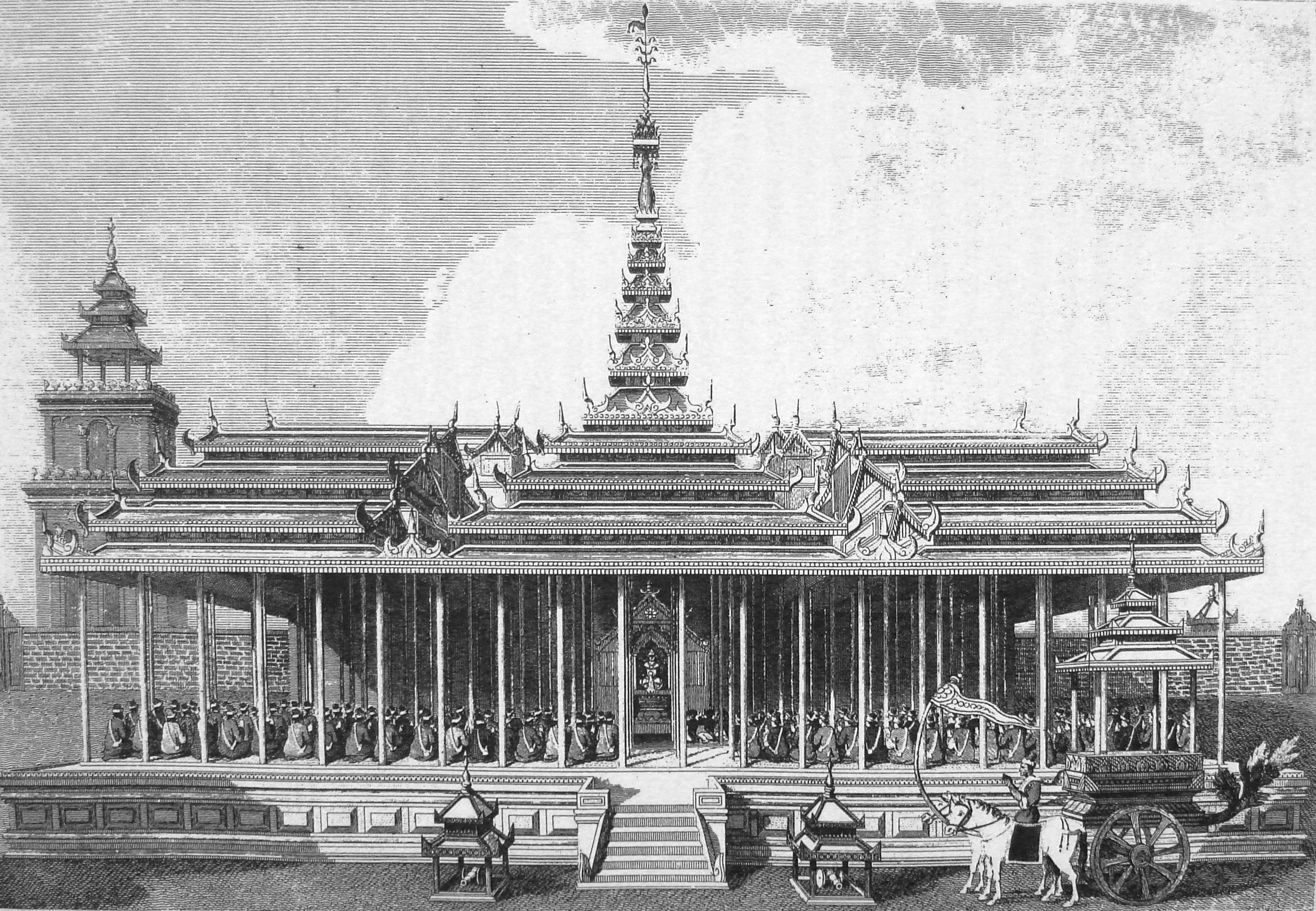
L'ambassade de Michael Symes auprès de la cour birmane en 1795.

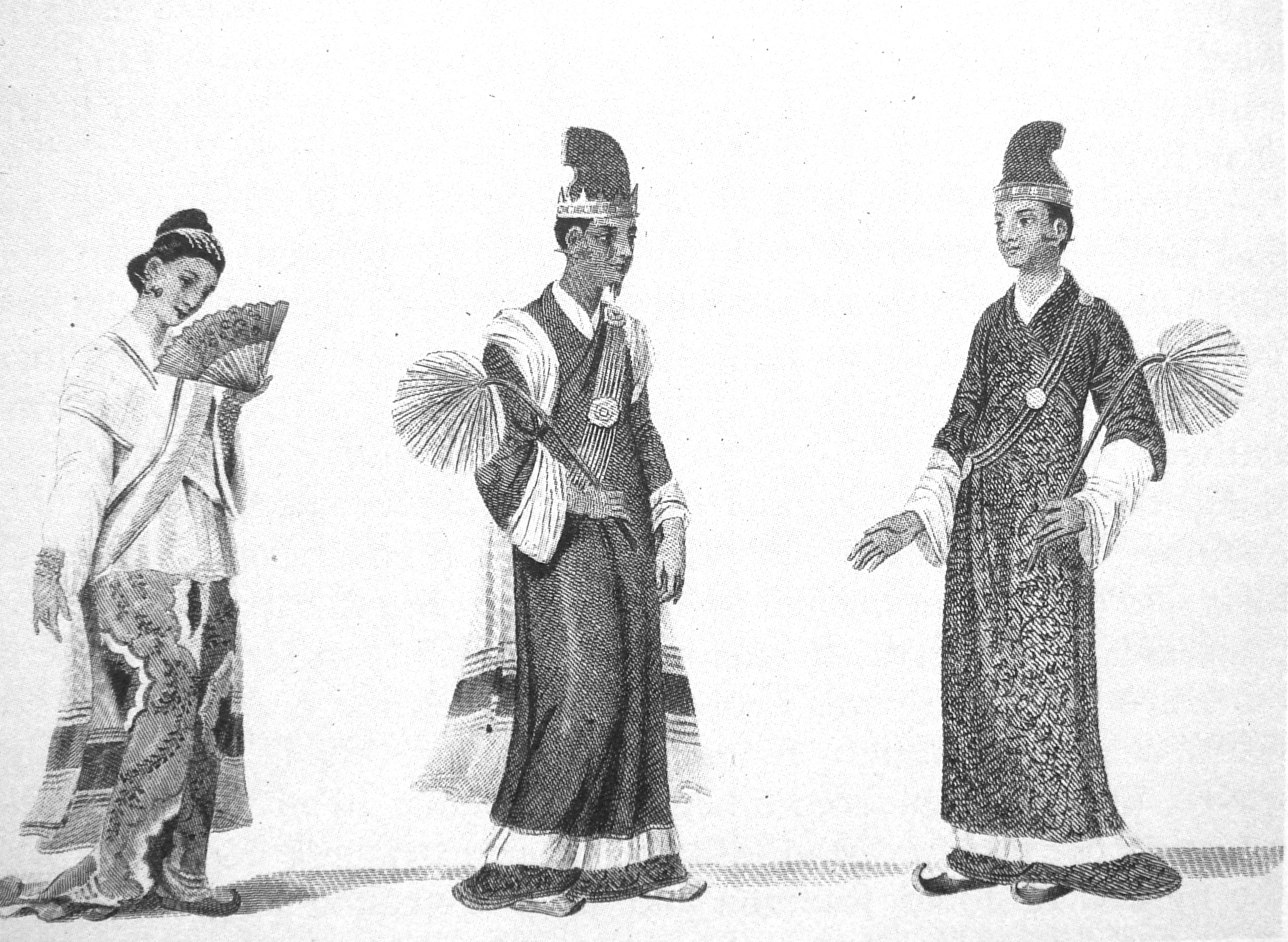
Dignitaires et courtisane de la cour d'Ava en 1795.

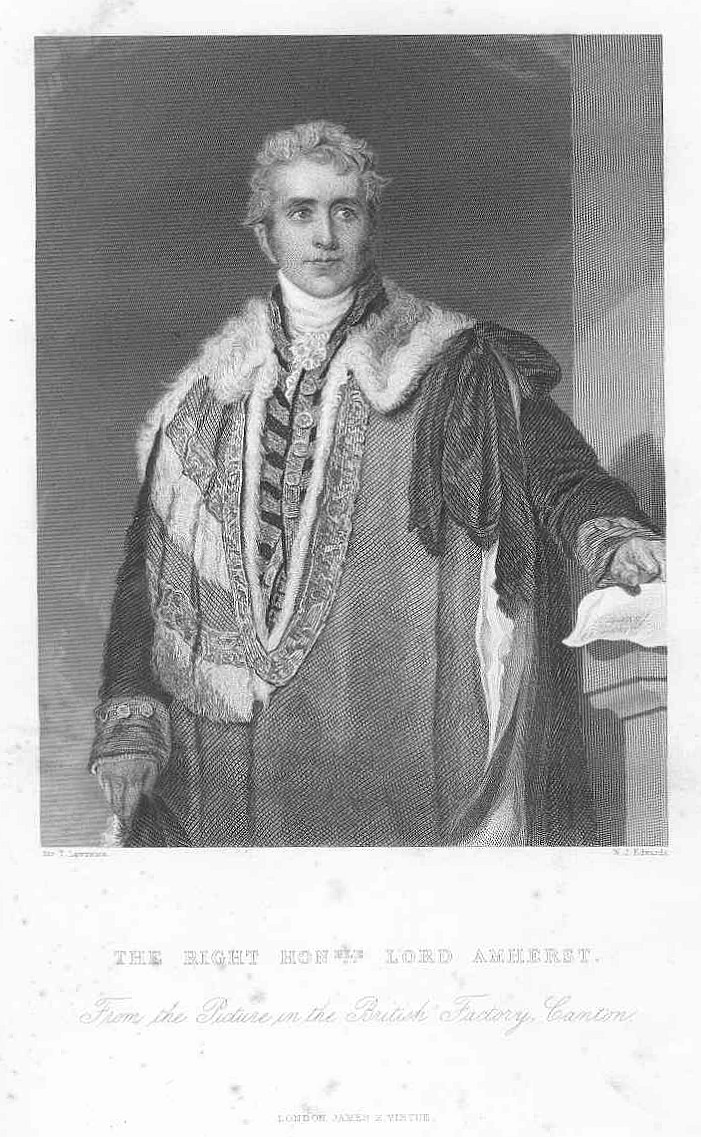
William Pitt Amherst, gouverneur général des Indes. Il déclara la guerre au roi birman Bagyidaw en 1824 à la suite de nombreux incidents frontaliers.

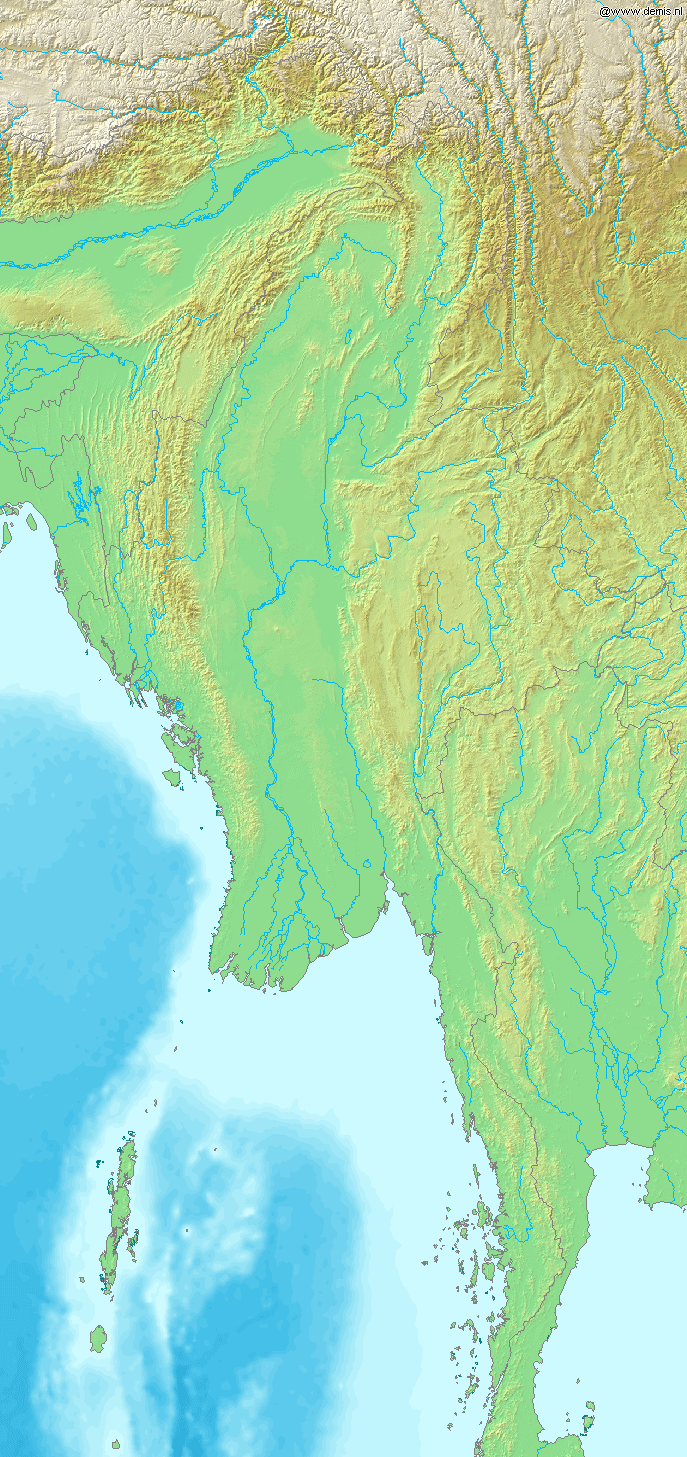
Le bassin de l'Irrawaddy. Coulant du nord au sud et débouchant sur un vaste delta maritime, il constitua l'axe de pénétration de l'invasion britannique de 1824. À l'ouest, la zone côtière et boisée de l'Arakan, au nord-ouest, les massifs montagneux marquant la limite avec le Bengale et au nord-est ceux marquant la frontière avec le Yunnan chinois, qui deviendront le sanctuaire de la résistance birmane dans les années qui suivirent l'annexion en 1885.

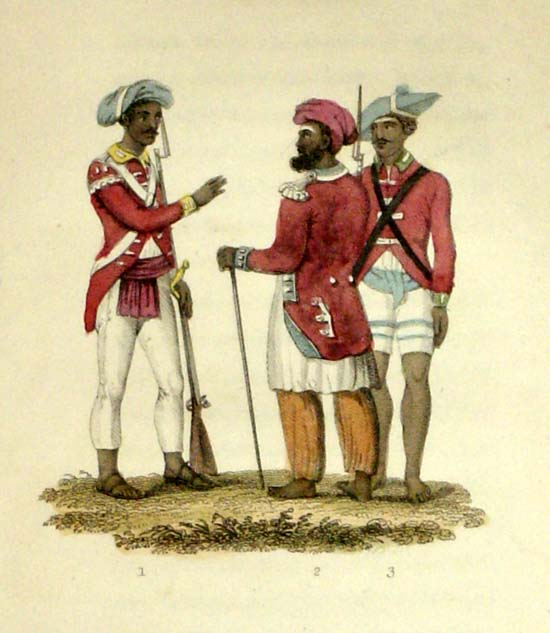
Officiers et soldats cipayes dans les années 1820 : ces troupes indigènes constituèrent l'essentiel du contingent engagé en Birmanie.

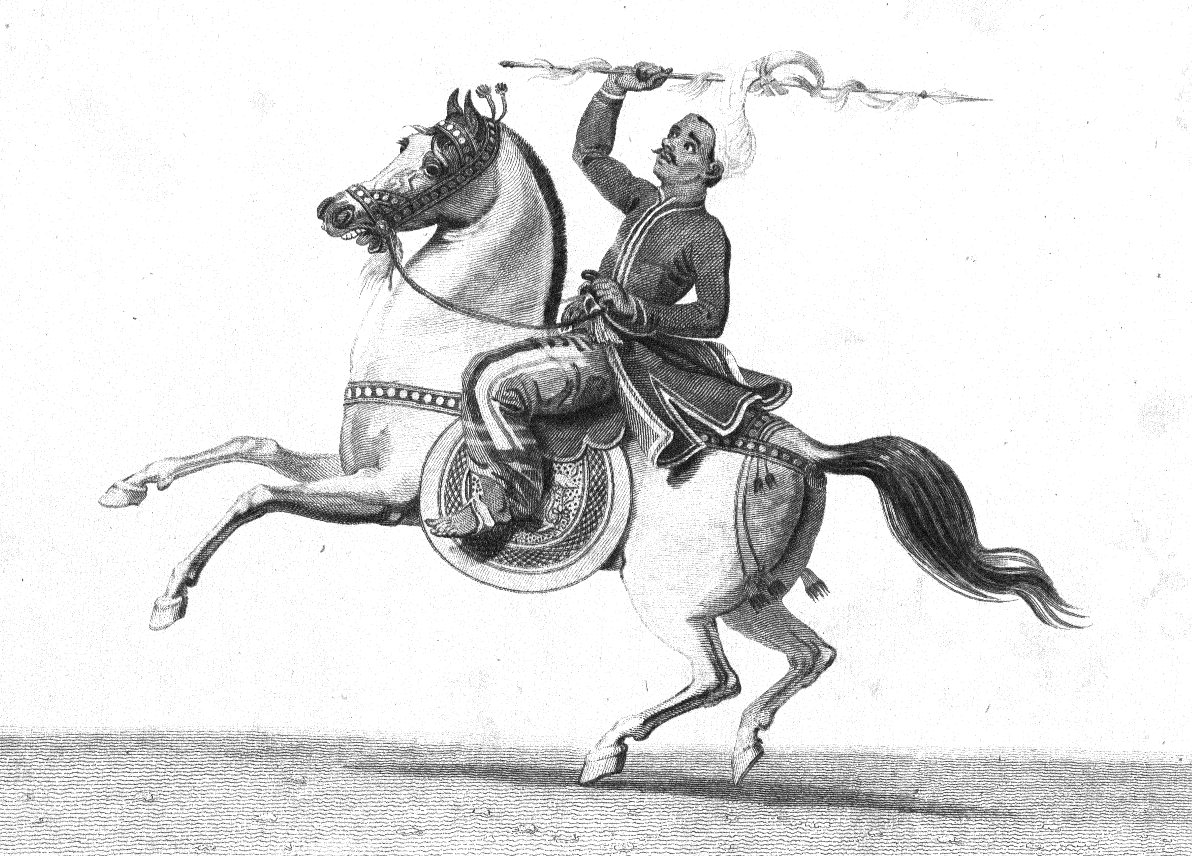
Cavalier birman. An account of an embassy to the kingdom of Ava.

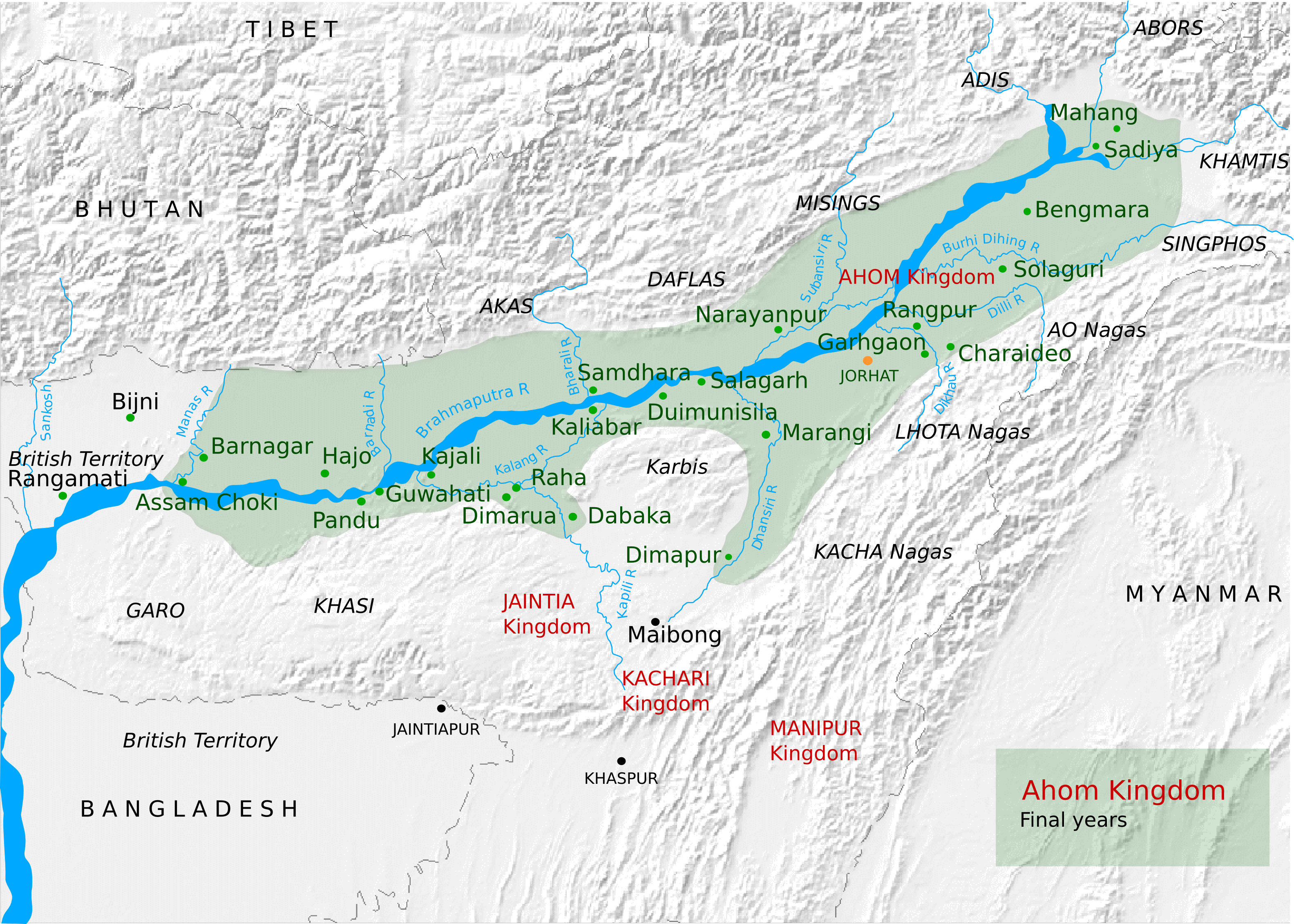
Carte du Royaume d'Ahom (Assam). Occupé par les Birmans en 1817, libéré par les Britanniques en 1825, il fut finalement intégré à l'Empire des Indes par le Traité de Yandabo en 1826, devenant par la suite une des principales régions productrices de thé de l'empire.

À la fin du XVIIIe siècle et au début du XIXe siècle, les rois birmans Bodawpaya (r. 1782-1819) et Bagyidaw (r. 1819-1837) de la dynastie Konbaung se lancent dans une politique expansionniste contre les États voisins.
En 1784, Bodawpaya conquiert le royaume d'Arakan, ce qui met ses États en contact direct avec les possessions de l'East India Company sur la côte orientale du golfe du Bengale. En 1795, 5 000 Birmans pénétrèrent en territoire indo-britannique à la poursuite de « rebelles » arakans qui s'y sont réfugiés. Soucieux de désamorcer l'escalade, le gouverneur général Sir John Shore n'hésita pas à encercler les fugitifs et à les livrer à leurs poursuivants mais en dépit des tentatives de négociations ultérieures, les dernières années du XVIIIe siècle furent émaillées de nombreux incidents transfrontaliers aux prétextes de contrebande, d'« opérations de police » birmanes – en fait des razzias à la recherche d'esclaves – et de litiges quant au tracé exact des frontières.
En 1817, les Birmans envahissent l’Assam au nord-est de l'Inde/nord-ouest de la Birmanie, les populations locales cherchant une nouvelle fois refuge en Inde britannique. En 1819, ils lancent une campagne contre la principauté indienne de Manipur sous prétexte que son souverain n'est pas venu assister au couronnement du roi Bagyidaw (1819-1837). Le pays est pillé et sa population déportée en esclavage en Birmanie. L'attaque de Manipur se poursuit avec celle de l’État voisin de Cachar, dont le prince se réfugie lui aussi en territoire britannique pour y chercher de l'aide. Les Birmans menacent de même d'autres États frontaliers de l'Inde britannique en 1823.
Shapuree, une île marécageuse située à l'embouchure d'un cours d'eau marquant la frontière litigieuse entre l'Inde britannique et le Royaume birman deviendra finalement le casus belli irrémédiable. En septembre 1823, Bagyidaw proclama la souveraineté millénaire de la couronne birmane sur le territoire et expédia une force d'un millier de combattants pour en déloger la douzaine de cipayes de la compagnie des Indes qui y tenaient garnison, les Birmans se retirant inexplicablement quelques jours après l'annexion. Les Britanniques réoccupèrent immédiatement les lieux... pour s'en retirer à la suite d'une épidémie de maladie du sommeil causée par le climat malsain de ce territoire au demeurant sans grand intérêt militaire ou économique. Lorsque Lord Amherst, nouveau gouverneur des Indes, tenta une ouverture diplomatique, Bagyidaw menaça d'envahir le Bengale mais lorsqu'il se ravisa et proposa de neutraliser l'île, ce fut au tour des Anglais de lui opposer une fin de non-recevoir. Finalement, le 5 mars 1824, Lord Amherst franchit le pas en signifiant une déclaration de guerre à la cour d'Ava.

## Première guerre anglo-birmane  (1824-1826)
Maîtres des mers, les Britanniques, enthousiastes et déterminés, bénéficiaient d'un armement moderne supérieur à celui de leurs adversaires, de contingents métropolitains professionnels et aguerris et de troupes indigènes formées à l'européenne mais leurs opérations, mal préparées, furent laborieuses, et leurs effectifs subirent des pertes importantes à cause des privations provoquées par de graves lacunes logistiques et les maladies tropicales épidémiques (on estime qu'ils perdirent 15 000 des 40 000 hommes engagés). Cependant les Birmans, sous le commandement de l'excellent général Maha Bandula, ne purent remporter aucun succès décisif et furent progressivement expulsés de toutes leurs places fortes, sa mort au combat en avril 1825 sanctionnant définitivement la déconfiture de ses troupes.
Ce furent les Birmans qui prirent l'initiative des opérations, 60 000 combattants sous les ordres de Bandula franchissant la frontière nord et mettant en déroute un détachement avancé britannique à Ramu en mai. La panique s'installa à Calcutta où commerçants et autorités civiles craignaient que la grande métropole ne soit la prochaine cible.
Mais le 10 mai, les troupes britanniques – 11 000 hommes, principalement des cipayes indiens, sous les ordres de Sir Archibald Campbell – se présentèrent en vue de Rangoon, embarqués à bord d'une imposante armada. Dès le lendemain, un premier contingent de 6 000 hommes débarquait avec pour objectif de remonter le cours de l'Irrawaddy jusqu'au cœur de la Birmanie et occupaient Rangoon, abandonnée, sans coup férir, incendiant la ville et bivouaquant dans la pagode Shwedagon de Rangoon, le site religieux le plus sacré des Birmans.
Le débarquement anglais contraignit Bandula à abandonner son avance au Bengale et à se rabattre vers le sud tandis que les Birmans construisaient hâtivement une série de retranchements en bambou pour contenir l'envahisseur. La position de Zwegyon fut la première de ces redoutes à être attaquée à la baïonnette, des pluies aussi soudaines que diluviennes ayant rendu la poudre de l'artillerie anglaise inutilisable. Le 3 juin, le fort de Kemmendine, occupé par 20 000 Birmans fut à son tour pris d'assaut mais l'attaque, appuyée par les navires de guerre, tourna court de manière tragico-burlesque, les assaillants ayant oublié d'emporter les échelles nécessaires à l'abordage des palissades. Faisant demi-tour pour récupérer leur équipement d'assaut, ceux-ci furent pris sous le feu croisé des navires et de leur propre artillerie croyant à une sortie en force des Birmans. Le fort tomba finalement le 11.
La saison des pluies ayant transformé le bassin de l'Irrawaddy en zone de marais impraticable, le corps expéditionnaire revint dans le delta pour occuper la côte et les ports. Pendant ce temps, les troupes de Bandula tentaient de revenir vers le sud à marches forcées au travers de la région de collines couvertes de jungle de l'Arakan. En novembre, elles vinrent menacer les positions de l'envahisseur dont les effectifs – Blancs et Indiens confondus – avaient été décimés par les maladies. Dans la nuit du 30 novembre, Maha Bandula lança une flottille de brûlots contre l'escadre fluviale anglaise mouillant dans l'Irrawaddy en prélude à une attaque amphibie massive sur le fleuve et ses berges en direction du fort de Kemmendine, remis en état et occupé par les Britanniques. Bien qu'inférieurs en nombre, ceux-ci réussirent à repousser l'assaut. Le 3 décembre, une nouvelle attaque contre Kemmendine fut à nouveau défaite et le 5, ce fut Campbell qui reprit l'initiative en attaquant l'aile gauche du dispositif birman qui couronnait Rangoon en demi-cercle. Quelque cinq mille Birmans furent mis hors de combat, leurs camarades refluant en désordre vers le nord.
Bandula rallia ses troupes sur la position puissamment fortifiée de Kokine, plus en amont, mais les 20 000 hommes qui s'y étaient regroupés furent à leur tour délogés par 1 300 Britanniques appuyés par une importante artillerie.
Bandula se vit dès lors contraint de battre une nouvelle fois en retraite, toujours poursuivi, tant sur terre que sur le fleuve, par les troupes de Campbell. Les Birmans marquèrent un nouveau temps d'arrêt sur la position de Danubyu où le brigadier-général Cotton tenta vainement d'obtenir pacifiquement leur reddition.
L'assaut débuta donc le 1er avril 1825, appuyé par les vaisseaux de la Navy et par un imposant arsenal de canons, de mortiers et de roquettes Congreve. Par un funeste coup du sort, Bandula fut tué par un obus de mortier dès les premiers tirs, ce qui brisa irrémédiablement le moral de ses troupes qui évacuèrent la place sans plus songer à la défendre, malgré les exhortations de Maha Nemyo, le frère de Bandula qui avait repris le commandement. La poursuite des Birmans par les Britanniques reprit donc vers l'intérieur du pays mais fut une nouvelle fois arrêtée par l'arrivée de la saison des pluies.
Sur les autres fronts, le vent avait aussi tourné en défaveur des combattants du royaume d'Ava : au nord, l'Assam avait été libéré en janvier 1825 puis Manipur et la province côtière de l'Arakan ainsi que celle du Tenasserim – cette dernière marquant au sud-est la limite avec le royaume du Siam. À la fin du mois d'avril, privés de leur chef mort au combat, refoulés tant au nord qu'au sud, les Birmans se retrouvèrent donc dans une situation critique et se hâtèrent d'accepter un armistice d'un mois, censé permettre la négociation d'un traité de paix. En réalité, ils profitèrent de la trêve pour reconstituer leurs forces et à l'issue de celle-ci rejetèrent en bloc les termes soumis par les Britanniques, dont le corps expéditionnaire avait entre-temps souffert à nouveau des épidémies provoquées par la saison humide. Les opérations militaires reprirent donc leur cours dès la fin de la mousson, les Birmans semblant pouvoir quelque peu se reprendre. Mais la victoire de Watigaon, remportée par Maha Nemyo le 15 novembre 1825, ne put toutefois révoquer le cours inexorable de la défaite et rendre aux Birmans la fortune des armes et en décembre, ils se virent une nouvelle fois contraints de demander la fin des hostilités à Lord Campbell.
Un projet de traité particulièrement dur leur fut donc présenté le 3 janvier 1826, assorti d'un ultimatum d'y répondre avant le 18. Les Birmans ne s'étant point exécutés à la date fixée, Lord Campbell reprit sa marche vers Ava, la capitale du royaume, mais arrivé à Yandabo, il vit venir vers lui deux missionnaires européens qui, prisonniers des Birmans, étaient délégués par leurs geôliers pour signifier leur acceptation – tardive – du traité.
Le traité de Yandabo fut donc signé le 24 février 1826 : la Birmanie cédait aux Britanniques Manipur et les provinces de l'Assam, de l'Arakan et du Tenasserim et se voyait contrainte d'accepter la présence permanente d'un ambassadeur à la cour d'Ava et de procéder au versement fractionné d'une indemnité de guerre d'un million de livres sterling en or et en argent.

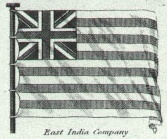
Drapeau de la Compagnie anglaise des Indes orientales (1820).
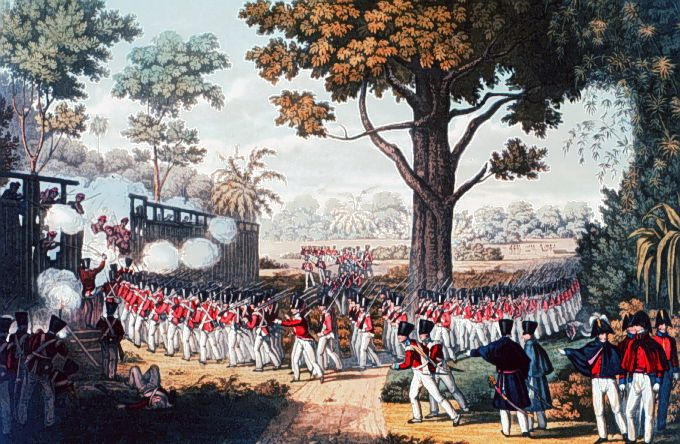
Attaque contre le fort birman de Kemmendine près de Rangoon le 10 juin 1824.
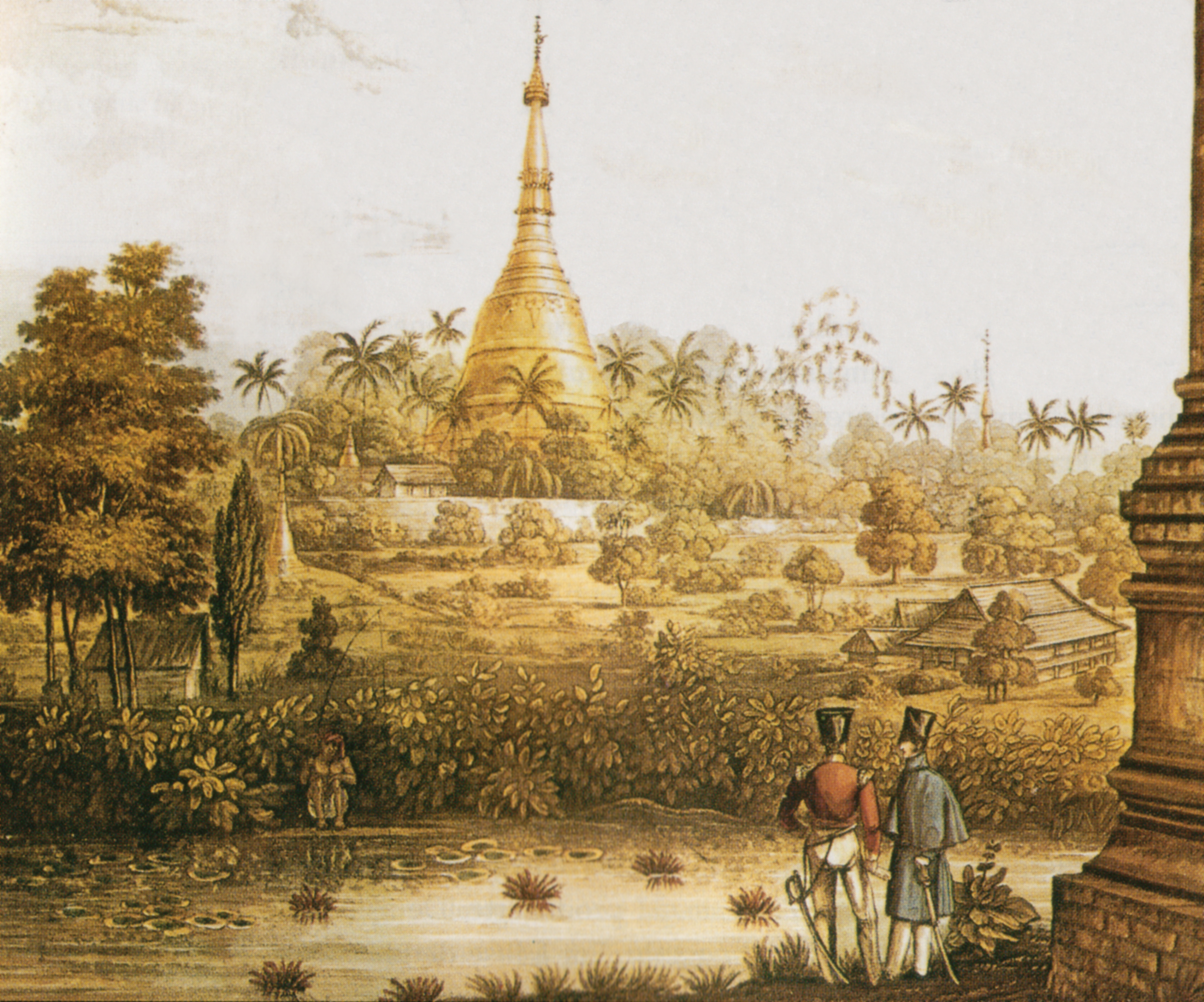
La pagode Shwedagon en 1825.

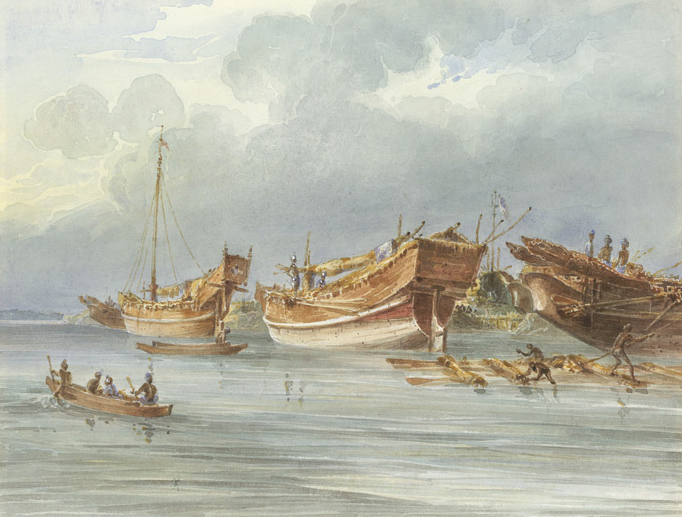
Vaisseaux à l'ancre sur la côte de l'Arakan à la fin des années 1820.

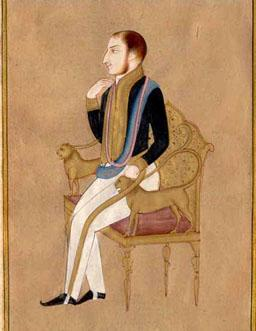
Lord Dalhousie, gouverneur général des Indes au moment de la deuxième guerre anglo-birmane.

Les Britanniques maintinrent en fait leur occupation militaire jusqu'en 1827, lorsque le roi Bagyidaw procéda au versement d'une seconde tranche de l'indemnité. En 1830, Henry Burney vint s'installer à Ava – alors la capitale du royaume – en tant qu'ambassadeur résident permanent, et il s'aperçut rapidement que Bagyidaw se montrait de plus en plus réticent à honorer ses obligations et qu'il présentait par ailleurs des signes de plus en plus évidents de dérangement mental.
En 1837, Bagyidaw devenu fou fut renversé par son frère Tharrawaddy Min qui ne se montra pas mieux disposé que son prédécesseur, refusant notamment de discuter avec Burney au motif qu'un roi ne s'abaissait pas à négocier avec le représentant d'un « simple » gouverneur général. Burney quitta donc la cour d'Ava en recommandant à ses mandants de la Compagnie des Indes de déclarer la guerre à la Birmanie.
En 1846, Tharrawaddy Min fut à son tour renversé par son fils Pagan Min, mais les relations anglo-birmanes ne s'améliorèrent guère pour autant. Avec l'approbation tacite du souverain, le gouverneur de la cité de Rangoon, du nom de Maung Ok, se livra à un véritable racket au préjudice des commerçants et résidents britanniques séjournant dans « sa » ville. À l'été 1851, il tenta de soutirer de l'argent aux capitaines de deux navires anglais en les accusant de meurtre. Les plaintes des deux marins auprès de Lord Dalhousie, le gouverneur général des Indes à cette époque, décidèrent celui-ci à agir de manière prompte et énergique, sans toutefois envisager d'emblée la manière forte. Le zèle intransigeant de son délégué sera à l'origine de la deuxième guerre anglo-birmane.

## Deuxième guerre anglo-birmane (1852)

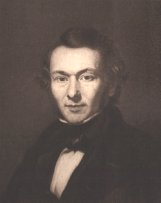
Richard Cobden, membre du Parlement opposé à la guerre, se montra particulièrement critique à l'égard des motifs invoqués pour justifier celle-ci.

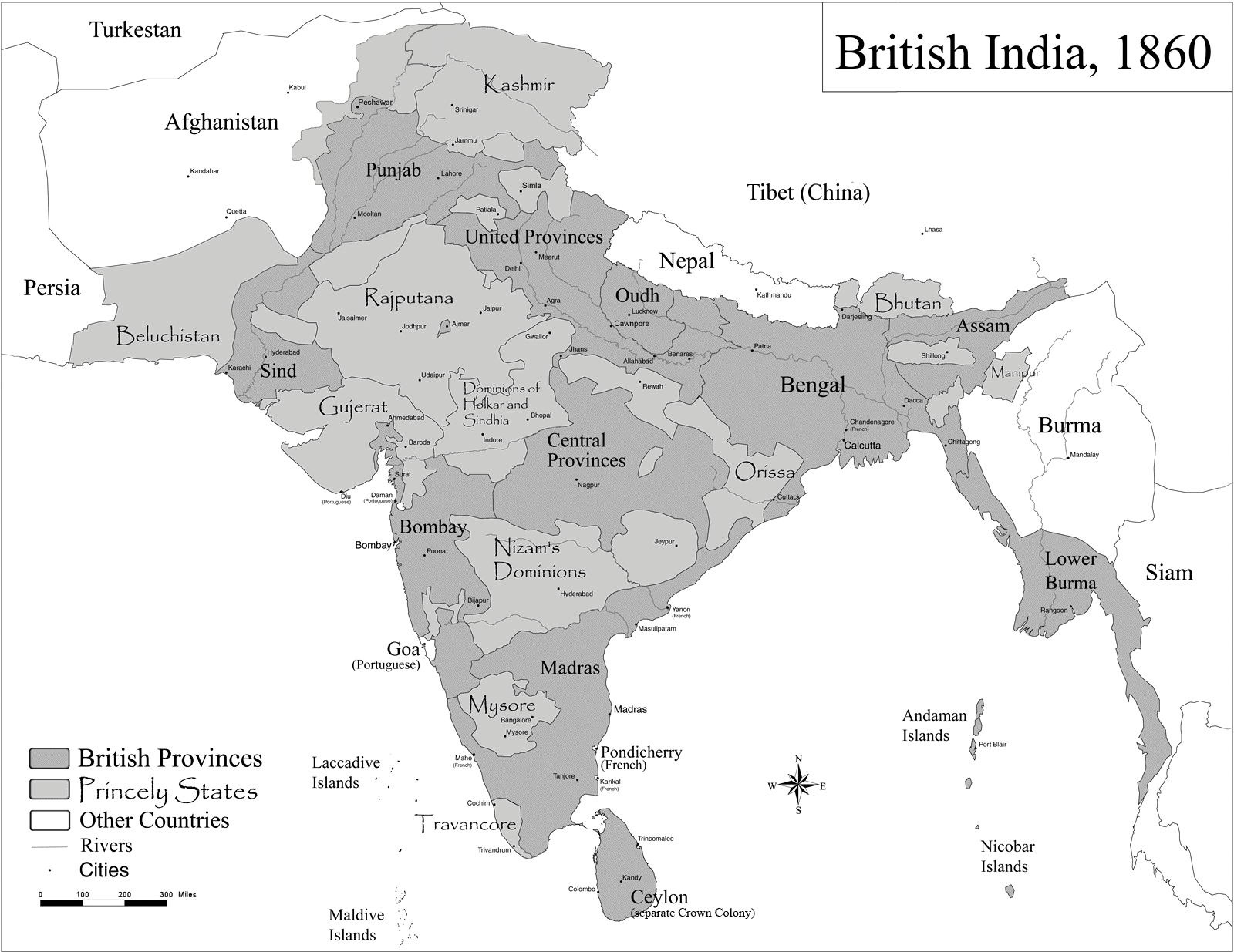
L'Inde et la Birmanie britannique en 1860.

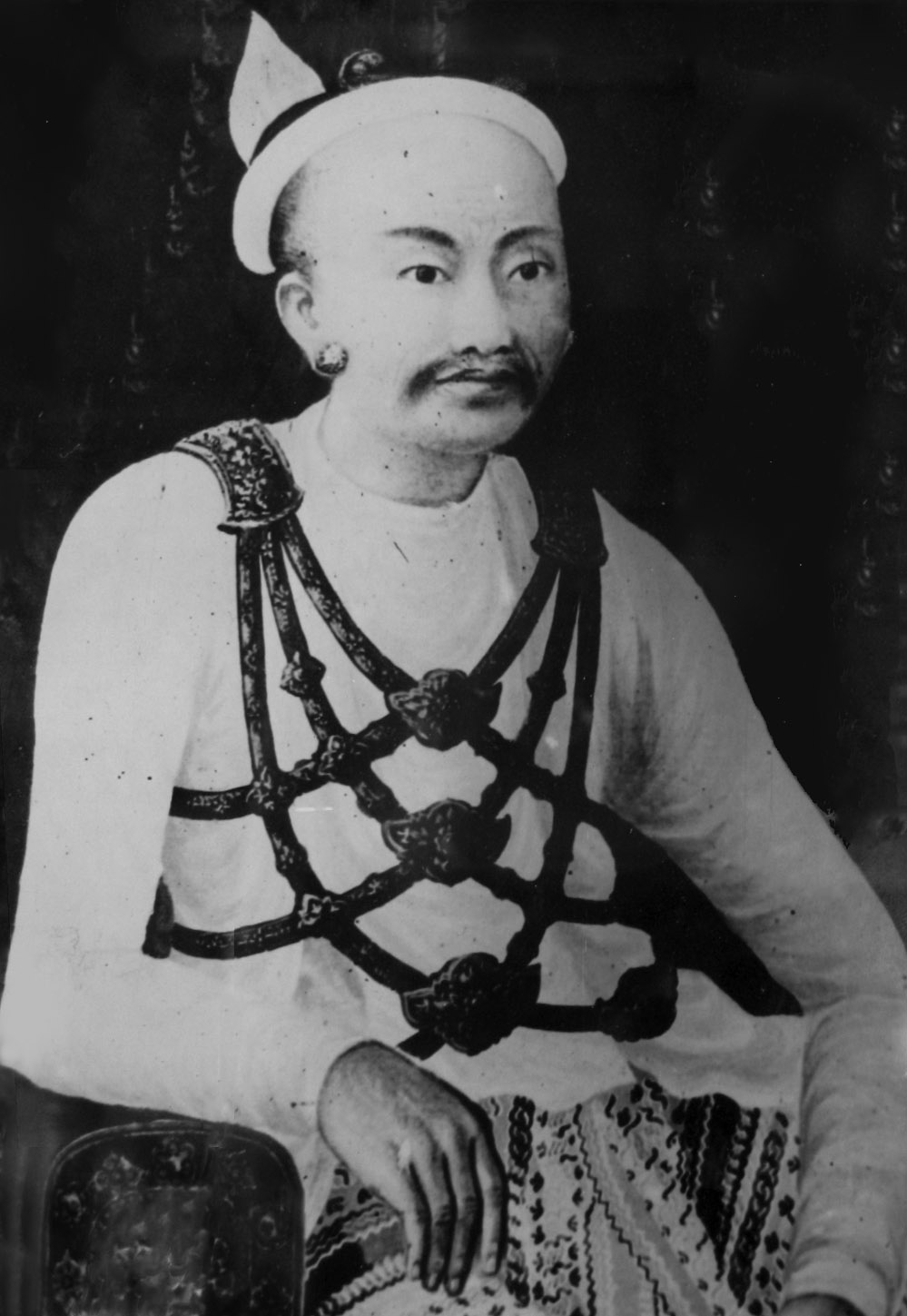
Le roi birman Mindon Min sut adroitement éviter à son royaume une nouvelle guerre avec son tout-puissant voisin l'Empire britannique des Indes.

Lord Dalhousie expédia le commodore Lambert vers Rangoon, à la tête d'une flottille de guerre, avec instruction d'enquêter sur cette affaire de meurtre mais en évitant d'emblée toute démonstration d'hostilité à l'égard des autorités birmanes.
Arrivé sur place, Lambert fut submergé de plaintes de résidents britanniques relatives aux exactions et injustices – réelles, supposées voire inventées – perpétrées à leur égard par Maung Ok. L'émissaire de Dalhousie, prenant d'emblée fait et cause pour les plaignants, mit le roi Pagan Min en demeure de rappeler ce dernier à sa cour en exigeant purement et simplement son remplacement. Sous la menace des canons que la Royal Navy faisait peser sur Rangoon, le souverain birman s'exécuta. Mais Lambert outrepassa alors le but de sa mission sans tenir compte des consignes de précaution diplomatique et de modération faites par Dalhousie. Le 5 janvier 1852, il envoya quelques-uns de ses officiers vers le nouveau gouverneur, sans le moindre respect de tout protocole, pour sermonner celui-ci et le « mettre au pas ». Le cartel se vit répondre que le gouverneur ne pouvait le recevoir de manière aussi impromptue parce qu'il se reposait de son voyage.
Lambert prit la rebuffade pour un camouflet personnel, se retira en emmenant de nombreux résidents britanniques à bord de ses navires, saisit un des vaisseaux royaux en rade dans le port de Rangoon à titre de dédommagement à l'insulte faite à la couronne britannique et somma le nouveau gouverneur de se présenter à bord de sa frégate. Ce dernier tenta de temporiser en invitant Lambert en audience en son palais mais celui-ci refusa de donner suite à cette invite. Le ton continua à monter, le gouverneur birman menaçant les Britanniques d'une action militaire s'ils tentaient d'emmener le vaisseau royal, menace à laquelle Lambert répondit qu'il raserait les fortifications de Rangoon jusqu'aux fondations si un seul coup de feu était tiré en direction de ses navires.
Le 10 janvier, l'HMS Hermes et l'HMS Fox commencèrent à descendre l'Irrawaddy vers le large en remorquant l'objet du litige. Des coups de feu éclatèrent sur la berge, provoquant la riposte foudroyante et massive de la Royal Navy. Le gouverneur de Rangoon tenta aussitôt de rétablir le dialogue avec Lambert mais en vain. Le 1er avril 1852, en dépit des commentaires aigres et désabusés émis en privé sur la manière dont son délégué avait rempli sa mission, estimant que le prestige de la Compagnie des Indes était désormais engagé, Lord Dalhousie déclara officiellement la guerre à la Birmanie.
Un nouveau corps expéditionnaire britannique débarqua donc sous les ordres du général Henry Godwin (en) et entra immédiatement en campagne. Le 14 avril, ces troupes délogeaient une force de 20 000 Birmans une nouvelle fois retranchée dans la pagode Shwedagon puis refoulaient progressivement leur adversaire vers le nord, selon le scénario opératoire des campagnes de 1824-1826. En juin, la province de Pegu en Basse-Birmanie (delta de l'Irrawaddy) était entièrement occupée, les opérations – rondement menées et au prix de pertes modérées – se poursuivant victorieusement jusqu'en décembre.
Les Birmans refusant de s'avouer vaincus malgré leur débâcle, Lord Dalhousie, exaspéré, proclama purement et simplement l'annexion de facto de la province conquise au Radjh britannique des Indes le 20 décembre 1852, concrétisée le 22 par l'érection de nouvelles bornes-frontières, le gouverneur général se contentant de signifier à Pagan Min que celles-ci marquaient désormais les limites intangibles des deux États.
Début 1853, celui-ci fut renversé par son frère Mindon Min qui se révéla tout de suite plus prudent et politique que ses prédécesseurs, bien que refusant, pour une question de prestige, de signer le traité de paix consacrant la perte de la Basse-Birmanie proposé par Lord Dalhousie.
Débutant comme une manœuvre d'intimidation aux motivations contestables, tournant en démonstration de force par le zèle sourcilleux et expéditif du mandataire de la Compagnie des Indes, la seconde guerre anglo-birmane se termina ainsi sans aucune signature d'un quelconque document officiel.

## Le règne du roi Mindon Min: une paix précaire

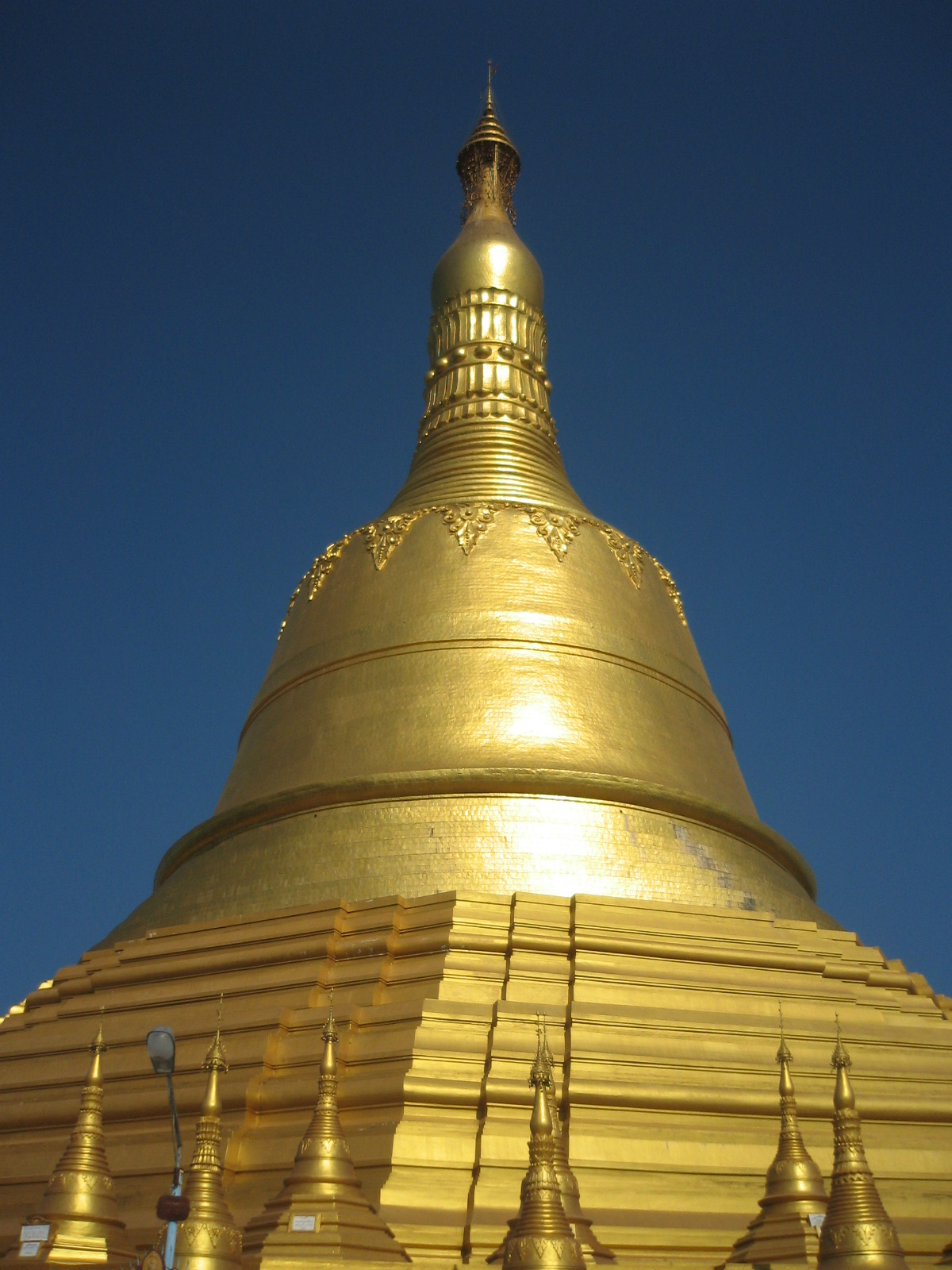
Les coupoles d'or de la pagode Shwedagon. Endommagée pendant les deux premières guerres anglo-birmanes, elle fut restaurée à ses frais par le roi Mindon, soucieux d'entretenir de bonnes relations avec les Britanniques.

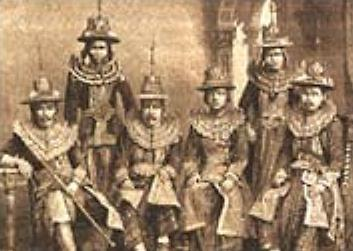
Une ambassade birmane en France dans l'entre-deux-guerres.

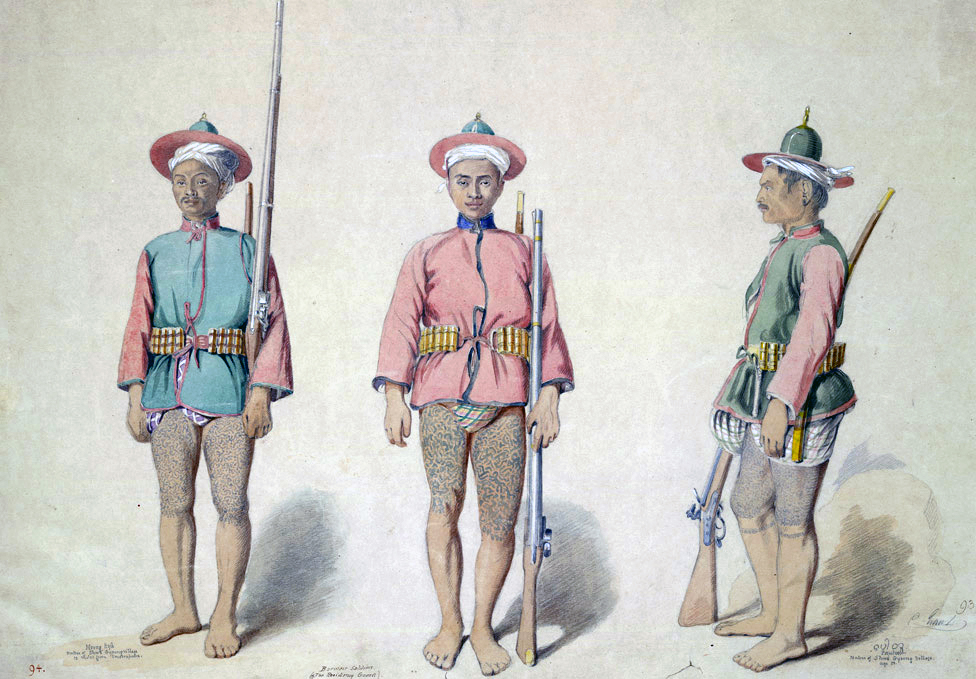
Soldats birmans en 1855.

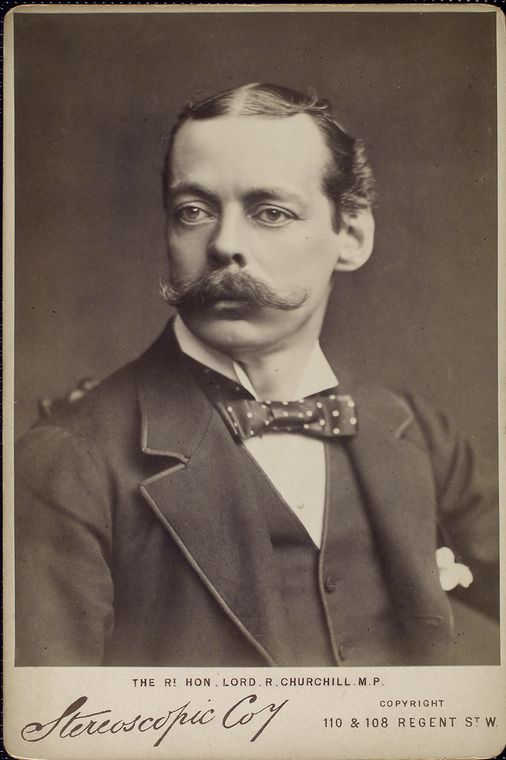
Lord Randolph Churchill, secrétaire d'État aux Affaires indiennes en 1885.

La perte de ses débouchés maritimes mit de facto le royaume d'Ava sous la mainmise économique de la Compagnie des Indes qui régentait désormais son commerce extérieur et imposait ses prix à l'intérieur tout en y écoulant à ses conditions les produits manufacturés anglais et indiens.
Tirant les leçons des désastres militaires de 1826 et 1852 et conscient de cet « état de siège » économique, Mindon Min fit donc choix d'une politique de temporisation faite tout à la fois de résistance prudente éludant l'affrontement frontal avec la couronne britannique et de connivences diplomatique auprès des nations européennes concurrentes du Royaume-Uni dans la course aux richesses coloniales : Italie, Allemagne, Russie tsariste  et surtout France. Mindon Min s'attacha aussi à moderniser son royaume et déplaça par ailleurs sa capitale d'Ava vers Mandalay en 1857.
En 1862, le roi autorisa les commerçants anglais à voyager vers le nord jusqu'à Bhamo à la rencontre des caravanes commerciales venant du Yunnan chinois. Après la création en Basse-Birmanie occupée d'une société de navigation fluviale sur l'Irrawaddy en 1864, Mindon autorisa celle-ci à remonter le fleuve à l'intérieur de ses États jusqu'à cette même ville de Bhamo en 1867, ouvrant également ceux-ci à des missions exploratoires techniques en vue de la construction d'un chemin de fer. En signe d'apaisement, il fit procéder à la restauration à ses frais de la pagode de Shwedagon, située dans la partie occupée du pays.
Mais ces concessions rendirent la Company de plus en plus gourmande, les exigences de ses dirigeants se faisant de plus en plus pressantes, notamment en ce qui touchait le commerce de l'opium vers la Chine – Mindon Min en ayant interdit l'usage dans son royaume. Le souverain birman, parfaitement conscient que son armée serait incapable de s'opposer victorieusement à une nouvelle action de l'Armée des Indes, se lança dès lors dans une politique active de recherche de soutiens diplomatiques européens capables de contrebalancer la toute-puissance britannique dans la région.
En 1872, Mindon Min délégua donc une ambassade extraordinaire, Kinwun Min-gyi, vers les capitales européennes avec Londres comme étape finale, ambassade que les Britanniques tentèrent par tous les moyens de saboter et de discréditer. Malgré les obstacles, des accords privilégiés furent cependant signés avec la France et l'Italie, mais elle fut fraîchement reçue par les autorités politiques de la capitale britannique, s'attirant cependant la sympathie curieuse et bienveillante des cercles privés où elle fut reçue – ce qui en soit constituait un demi-succès.
Roi aimé de son peuple et politique prudent et habile qui sut éviter au royaume d'Ava l'annexion pure et simple, Mindon Min mourut en 1878, laissant derrière lui une nombreuse maisonnée de 53 épouses et concubines, 48 fils et 62 filles sans avoir cependant désigné d'héritier nominal. Imitant par ses intrigues et son rôle politique plus ou moins occulte l'exemple de l'impératrice douairière de Chine Cixi, la reine Hsinbyumashin manœuvra pour marier une de ses filles avec Thibaw, le plus jeune fils de Mindon Min, et installer son beau-fils sur le trône. S'ouvrit alors une période d'intrigues de cour sanglantes qui attira la réprobation morale des Britanniques – attitude qui fut l'une des causes du conflit à venir.
Sur le plan politique, Thibaw Min suivit la ligne diplomatique de son père, en favorisant notamment le rapprochement avec la France, ce qui ne fit que renforcer encore les préventions anglaises à son encontre. En octobre 1879, agissant d'autorité, le représentant britannique à Mandalay quitta purement et simplement son poste, entraînant de nombreux compatriotes à sa suite. Les émissaires royaux tentèrent vainement de renouer le dialogue avec le vice-roi des Indes, étant purement et simplement refoulés aux frontières.
L'octroi de privilèges et concessions à des sociétés étrangères concurrentes, concrétisé en dernière instance par la signature en 1885 d'un traité de commerce particulier avec la France, qui venait de parachever son installation en Indochine voisine à la suite de la guerre franco-chinoise, acheva d'exaspérer le ressentiment anti-birman des Britanniques. « Nous ne devrions maintenant manquer d'aucun prétexte pour annexer la Birmanie ou la placer sous protectorat » aurait alors décrété Sir Owen Burne, bras droit de Lord Randolph Churchill, secrétaire d'État aux Affaires indiennes. Un différend fiscal somme toute mineur allait donc servir à cette fin de casus belli cette même année 1885.

## Troisième guerre anglo-birmane (1885)

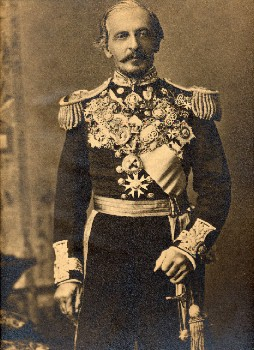
Lord Dufferin, vice-roi des Indes.

Cette troisième guerre ne dura que quelques semaines, du 22 octobre au 28 novembre, et se conclut par la fin de la dynastie Konbaung et l'annexion de la Birmanie, annoncée au Parlement britannique le 1er janvier 1886 par Sir Randolph Churchill au titre de « cadeau de Nouvel-an » à la reine Victoria.
Alors que la tension anglo-birmane était à son comble, le roi Thibaw infligea une sévère amende à la Bombay Burmah Trading Corporation  pour avoir fraudé sur l'importance de ses exportations de bois de teck soumises à l'impôt. Lord Dufferin, qui venait de prendre l'année précédant ses fonctions de vice-roi des Indes, saisit sans vergogne cette opportunité pour dépêcher quelque 10 000 hommes de troupes à Rangoon et adresser au roi une série de revendications sans rapport direct avec le litige fiscal originel. Thibaw se montra ouvert à ces réclamations mais demanda l'arbitrage de la France, de l'Italie et de l'Allemagne – alors lancée en plein dans sa politique d'expansion de son empire colonial, notamment en Asie et dans le Pacifique. Il n'en fallut guère plus pour mettre le feu aux poudres...
Le 11 novembre, le corps expéditionnaire s'embarqua sur une flottille de vapeurs – dont une partie était constituée des bateaux de l'Irrawaddy Flotilla Company – et mit le cap sur Mandalay en remontant l'Irrawaddy, prenant l'armée birmane, éparpillée sur tout le territoire du royaume, par surprise. Quelques forts et batteries qui tentèrent timidement de résister furent pris sans grandes difficultés par les troupes indiennes et métropolitaines. La flotte d'invasion ayant atteint Mandalay le 26 novembre, Thibaw tenta d'obtenir un armistice mais, bien décidé à en découdre, Sir Harry Prendergast (en), commandant des forces britanniques, fit savoir au roi qu'il « n'entrait pas dans ses attributions » de mener de telles négociations « politiques » mais promit la vie sauve au roi et à ses proches si les garnisons de la capitale se rendaient sans condition, ce que Thibaw fut bien contraint d'accepter.
La reddition de la capitale ne signifia cependant pas tout à fait la fin des opérations, Sir Prendergast étant particulièrement préoccupé d'atteindre Bhamo et la frontière chinoise toute proche – objectif qu'il atteignit en fin de compte le 28 décembre. Soucieux de s'ouvrir le cours supérieur de l'Irrawaddy sans trop de pertes humaines, il fit pour l'une des toutes premières fois de l'histoire moderne usage de l'arme psychologique, ses vaisseaux utilisant des fanaux électriques pour effrayer les riverains indigènes pendant leur progression nocturne. Thibaw et la famille royale furent contraints à l'exil, le dernier roi birman terminant son existence en 1916 à Ratnagiri, une riche ville du bord de mer près de Bombay.

## Les campagnes de pacification (finXIXesiècle)
L'abdication de Thibaw et la déportation du roi déchu et de sa suite n'amenèrent toutefois pas, tant s'en faut, l'ordre intérieur si nécessaire à la marche fructueuse des affaires. Une partie de l'armée et de la noblesse prit le maquis en arme, rejointe par des éléments nationalistes, mi-bandits de grands chemins, mi-fanatiques religieux, les Dacoïts, dont les exactions allaient pour longtemps entretenir un sentiment général d'insécurité. Par deux fois en 1886, des commandos dacoïts allumèrent des incendies dans Mandalay qui détruisirent le tiers de la ville ; la répression de ce mouvement insurrectionnel contraignant l'occupant à encore devoir engager quelque 32 000 hommes — troupes métropolitains et indiennes — dans les régions montagneuses leur servant de sanctuaires lors de cette première année d'occupation de la Birmanie.
Certains groupes ethniques ou tribus entrèrent également en rébellion, la dernière décennie du XIXe siècle étant marquée par de nombreuses opérations de pacification – en général des raids punitifs contre les villages insurgés. En 1888, une expédition militaire fut engagée dans les monts Lu Shai dans le nord-est du pays contre les Chins, leurs villages étant brûlés et leurs récoltes saisies. En 1889-1890, une nouvelle expédition fut lancée dans cette même région contre les Tashons (Cachins) des villages rebelles de Haka et Falam. Les forces britanniques capturèrent Haka en février 1890 et Falam en mars, les autorités installant désormais un poste de surveillance à Haka pour s'assurer de la soumission des indigènes.
Les opérations de pacification contre la résistance birmane se poursuivirent jusqu'en 1892. Parallèlement, d'autres furent encore menées contre les Chins en 1892-1893 et les Kachins en Haute-Birmanie dans les années 1892-1893 et 1895.
Jusqu'en 1900, près de 20 000 soldats et policiers « militarisés » durent ainsi être déployés pour restaurer et maintenir l'ordre, les Dacoïts restant actifs, essentiellement comme organisation criminelle, jusque dans les années 1930.

## La rivalité franco-britannique en Asie

Expansion territoriale française et anglaise dans la péninsule Indochinoise

La rivalité coloniale franco-britannique fait partie de la toile de fond des guerres anglo-birmanes. Une des préoccupations britanniques à la veille de la première guerre anglo-birmane était notamment de contrecarrer l'influence des Français en Birmanie, de retour en Inde après les guerres napoléoniennes, par l'obtention d'un accès privilégié aux ports birmans. Les Britanniques étaient en effet très inquiets de l'influence française à la cour d'Ava.
L'entrée en scène de la France dans l'arène indochinoise à partir de 1858 ne fit qu'exacerber cette inquiétude, le roi Mindon Min ayant sans hésiter joué la carte du rapprochement diplomatique avec la France ainsi que d'autres puissances européennes (Allemagne par exemple) pour préserver l'indépendance de son royaume. L'année 1885 marque ainsi à la fois l'annexion de la Birmanie à l'Empire des Indes britannique et le passage de l'Indochine dans la sphère d'influence française en Asie à la suite de la guerre franco-chinoise, le Royaume du Siam jouant en fin de compte le rôle de tampon entre les deux puissances coloniales européennes,.

### Bibliographie

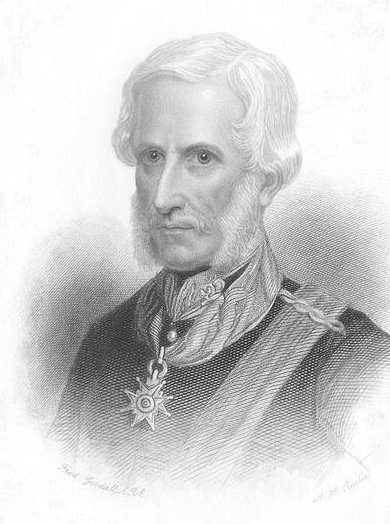
Sir Henry Havelock, commandant en chef de l'Armée des Indes, en 1865. Havelock se distingua comme jeune officier pendant les deux premières guerres anglo-birmanes.
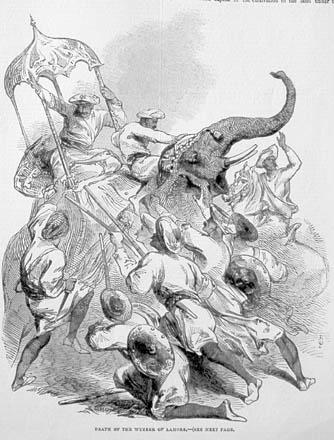
Éléphant de guerre aux Indes vers 1875. Les Birmans en engagèrent, sans grand succès, pendant les guerres anglo-birmanes.
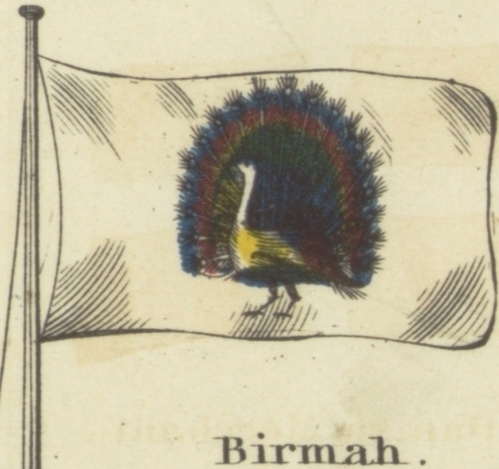
Drapeau birman en 1868.
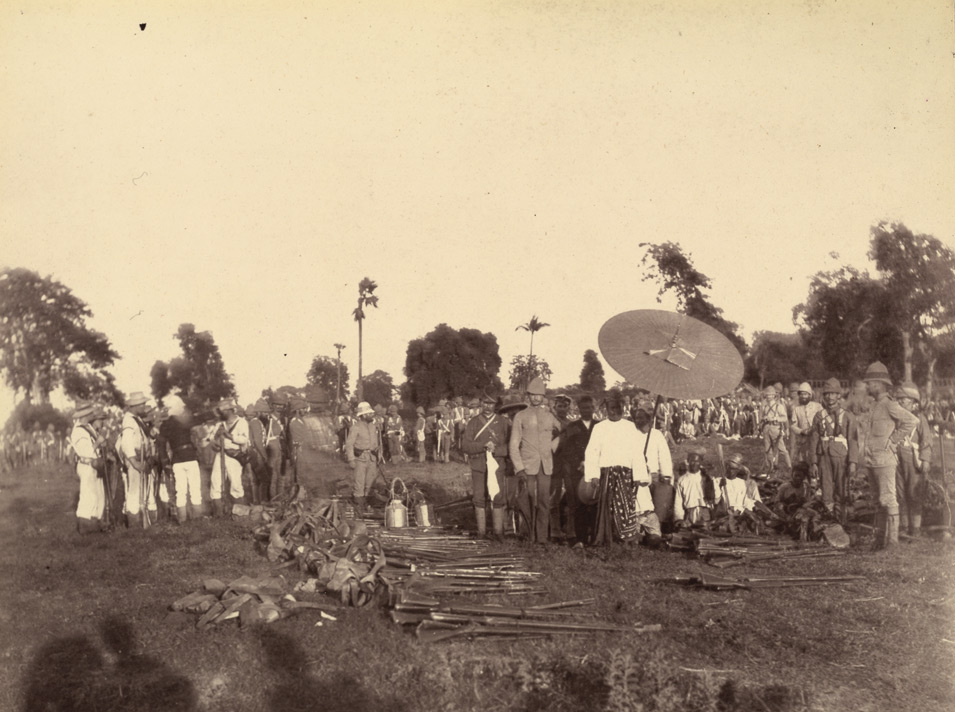
Reddition de l'armée birmane en 1885.

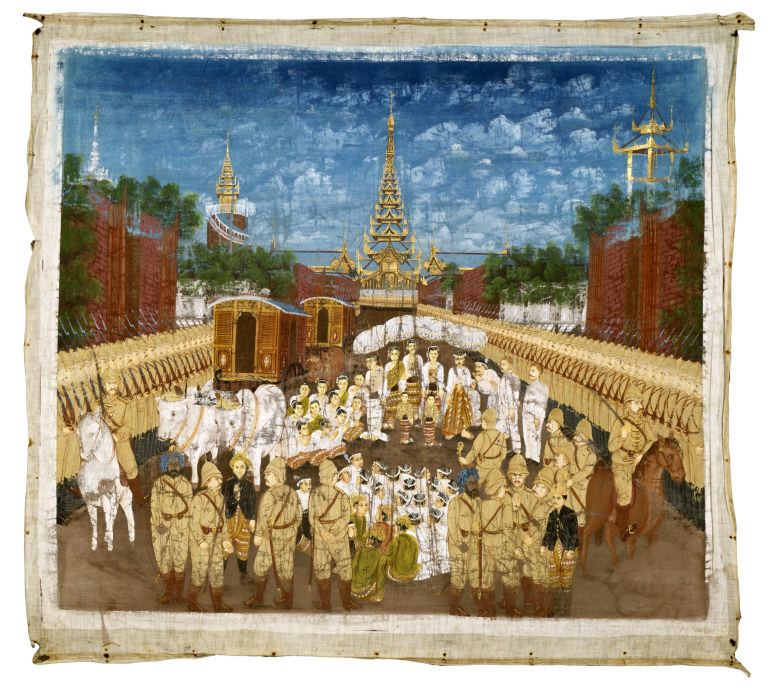
Le départ en exil du roi Thibaw après la troisième guerre anglo-birmane
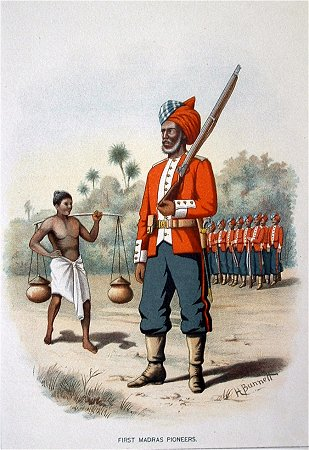
Type d'infanterie indienne (First Madras) à la fin du XIXe siècle. Les contingents indiens constituèrent l'essentiel des forces engagées dans les guerres anglo-birmanes et dans les opérations de pacification qui suivirent.
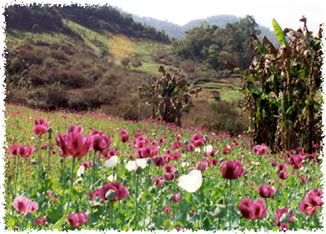
Champs de pavots en Birmanie. Le lucratif commerce de l'opium fut l'un des causes occultes de la troisième guerre anglo-birmane.
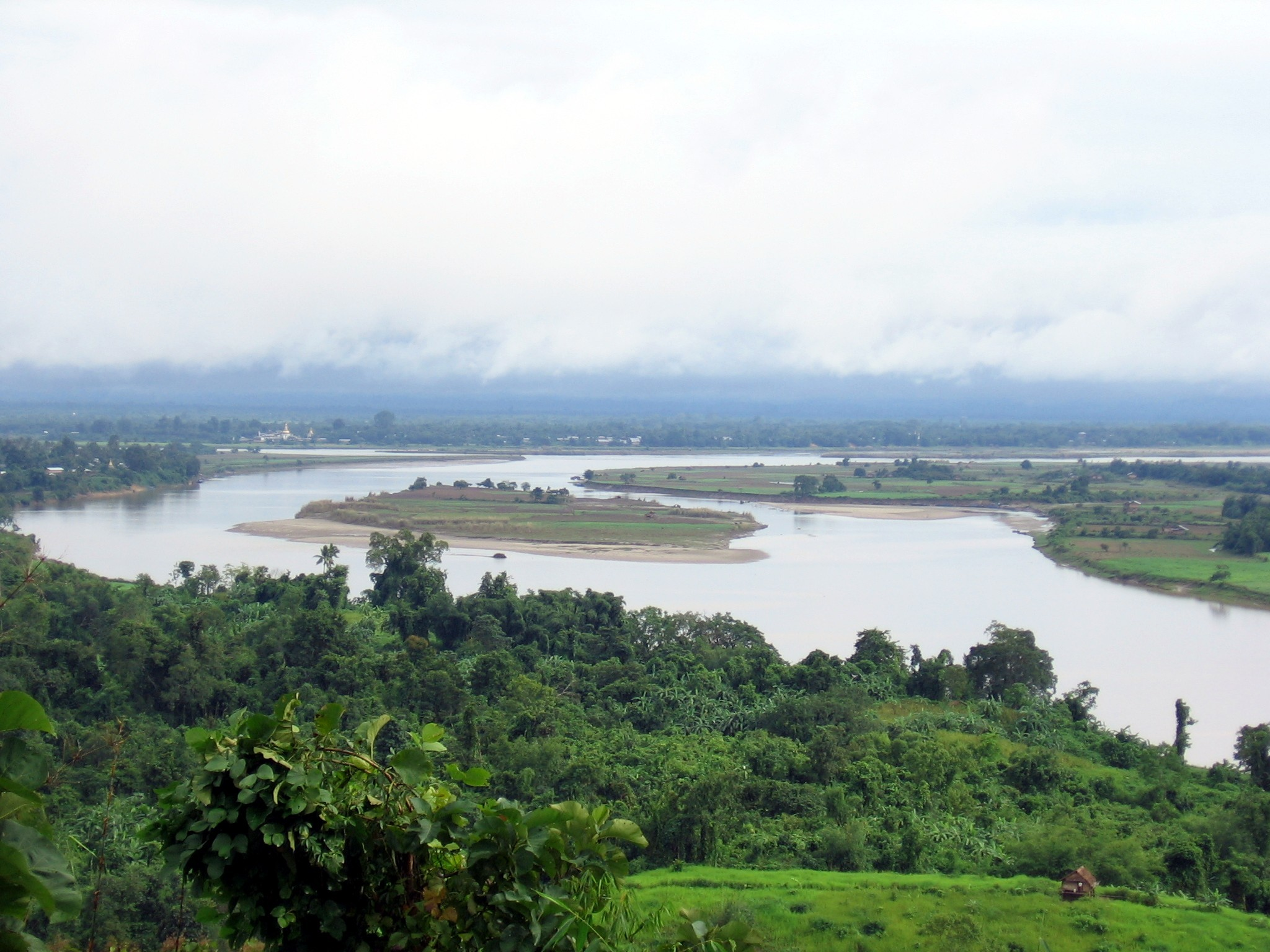
L'Irrawaddy près de Bhamo.